# Renato Zangheri
Renato Zangheri (Rimini, 8 aprile 1925 – Imola, 6 agosto 2015) è stato un politico e storico italiano, sindaco di Bologna dal 29 luglio 1970 al 29 aprile 1983.

## Biografia
Renato Zangheri nasce a Rimini l'8 aprile 1925. Frequenta la Facoltà di Filosofia dell'Università degli Studi di Bologna, dove si laurea nel 1947. La sua carriera accademica inizia come assistente del professor Luigi Dal Pane, storico dell'economia italiana, nato anche lui in Romagna, a Castel Bolognese. Nel 1958 è libero docente e professore incaricato e nel 1962 vince il concorso a cattedra di Storia economica nell'Università degli Studi di Trieste. Dal 1965 è professore ordinario di Storia delle dottrine economiche dell'Università di Bologna. Gli studi di Renato Zangheri in ambito scientifico si concentrano sulla ricerca delle origini della società contadina in Emilia-Romagna, sulla proprietà terriera, la distribuzione del reddito e la "questione agraria" nello sviluppo precapitalistico.
Importanti i suoi scritti sulla nascita del movimento socialista, le prime forme di lotta e di rivendicazione dei lavoratori per la difesa di classe, lo studio su Andrea Costa e il suo tempo. Nel 1944 s'iscrive al Partito Comunista italiano. Nei primi anni cinquanta fece parte della redazione di Movimento operaio, rivista di storiografia marxista nata nel 1949, in seguito fu direttore di "Emilia" e di "Studi storici", rivista dell'Istituto Gramsci. Nel 1960, dopo il IX congresso, entra a far parte del comitato centrale e della segreteria della Federazione bolognese dove è responsabile della commissione culturale. Nel 1979 al XV congresso nazionale è nominato membro della direzione del partito. Renato Zangheri è consigliere comunale a Bologna nel 1956.
Chiamato in giunta da Giuseppe Dozza, è nominato assessore il 24 luglio 1959. La sua partecipazione alla vita amministrativa della città coincide con la volontà di approfondire e allargare l'ambito e l'attività legata alla sfera culturale del comune. Il 28 settembre 1959 viene formalmente istituito l'assessorato per le istituzioni culturali cittadine fino a quel momento affidate alla sovrintendenza dell'istruzione. Un'attenzione ai problemi di crescita dei cittadini fortemente voluta dell'amministrazione che si avvale delle competenze specifiche e della sua professionalità di studioso di grande cultura e spessore.
Nella ripartizione delle deleghe, al nuovo assessore vengono affidati e compiti e le funzioni inerenti: raccolte storiche del comune (Museo archeologico, Museo medioevale, Museo del Risorgimento); biblioteche comunali (Archiginnasio, Popolare, Casa Carducci, Musicale e dei quartieri); raccolte d'arte (Galleria d'arte moderna, Museo d'arte industriale Davia-Bargellini, Galleria d'arte di palazzo municipale, Quadreria del conservatorio musicale, Museo Rossini); premi e manifestazioni artistiche; rapporti con l'università e gli altri enti culturali cittadini; rivista ed editoria del comune; attività teatrali. Bologna è forse il primo comune in Italia che alla fine degli anni cinquanta qualifica il proprio intervento in ambito culturale, già di una certa consistenza e spessore, istituendo un assessorato specifico. Renato Zangheri è assessore alle istituzioni culturali anche nel mandato successivo dal 1960 al 1964. Dal 1965 all'aprile 1970 è direttore dell'Ente bolognese manifestazioni artistiche.
Renato Zangheri è eletto sindaco il 29 luglio 1970, a seguito dei risultati delle elezioni amministrative del 7 giugno; sostituisce Guido Fanti, primo presidente della Regione Emilia-Romagna. La giunta è composta da undici consiglieri del gruppo due torri, tre del Partito Socialista Italiano e uno del Partito Socialista Italiano di Unità Proletaria. Vicesindaco è Paolo Babbini, socialista. Gli anni di Renato Zangheri sindaco sono ricordati per gli avvenimenti tragici che colpiscono duramente la città: la strage dell'Italicus, del 4 agosto 1974, in cui muoiono 12 persone e 44 sono ferite per l'esplosione di una bomba a San Benedetto Val di Sambro; l'uccisione di Francesco Lorusso, l'11 marzo 1977, e i successivi eventi; la strage del 2 agosto 1980, quando alla 10:25 una bomba esplode nella sala d'aspetto della seconda classe della stazione ferroviaria causando 85 morti e 200 feriti. L'amministrazione Zangheri corrisponde a momenti di profonda trasformazione dell'intervento pubblico in ambito locale.
Quegli anni coincidono con un periodo di grande attenzione al tema dei quartieri secondo il modello che rispecchia il massimo decentramento gestionale unito alla crescita dei servizi ad alto livello qualitativo, con una offerta pressoché gratuita per tutti i cittadini. Questa politica comunale, che si avvicina al welfare, avviene grazie ai cambiamenti introdotti da Armando Sarti, assessore al bilancio, che modifica le modalità che avevano garantito lo sviluppo economico negli anni sessanta ricorrendo al disavanzo come l'unica strada possibile per uno sviluppo dei servizi, come di fatto è avvenuto negli anni seguenti. Fino al 1974 infatti, il disavanzo è lo strumento che consente le grandi opere e lo sviluppo di Bologna, anomalo se comparato con la realtà nazionale ed europea.
Dopo il 1977, si avvia una politica di partecipazione rivolta in prima istanza ai giovani, ma anche alle associazione e alle forme di auto-organizzazione della società civile quale espressione di una base che non trova rappresentanza nei partiti tradizionali, per rinnovare i canali di intervento della politica dell'amministrazione. Ricorda Walter Vitali che il sindaco Renato Zangheri lo incarica di organizzare una serie di eventi per riavvicinare i giovani in un momento difficile della città; un sentimento molto profondo e autentico di volontà di ricucire lo strappo, non un intento strumentale, ma la volontà di ricongiungersi con i sentimenti di un'intera generazione. Parte il "Piano giovani", le botteghe di transizione, ma anche musica e divertimento con "Ritmicittà", una rassegna di concerti di gruppi musicali cittadini in Piazza Maggiore, che culmina con il gruppo rock dei Clash che ancora oggi viene ricordato come un grande evento, seppur all'epoca duramente contestato dai punk anarchici della città.
Mantiene la carica di sindaco fino al 24 aprile 1983 quando è candidato e poi eletto deputato, capogruppo del Partito Comunista in parlamento, fino al 1987. In seguito aderirà al Partito Democratico della Sinistra e ai Democratici di Sinistra. Dal 1991 torna all'insegnamento universitario, ricoprendo fra 1991 e 1994 la carica di rettore dell'Università di San Marino. Successivamente si dedica alla redazione di un'opera sulla storia del socialismo italiano. Dal 1993 al 1999 è stato presidente della Fondazione Istituto Gramsci. Nel 1998 il Ministero dei beni culturali lo nominò presidente della Commissione scientifica per la nuova edizione nazionale delle opere di Antonio Gramsci, incarico da cui si dimise nel 2000. Ha risieduto a Imola fino alla morte, avvenuta nel 2015 all'età di 90 anni.

## Pubblicazioni
- Renato Zangheri, Storia del socialismo italiano: Dalle prime lotte nella Valle Padana ai fasci siciliani, Torino, Einaudi, 1997.
- Renato Zangheri, Caratteri dell'economia Emiliano-Romagnola, Bologna, Tipografia Compositori, 1978.
- Renato Zangheri, Misure della popolazione e della produzione agricola nel Dipartimento del Reno, Bologna, Cooperativa tipografica Azzoguidi, 1958.
- (CA) Renato Zangheri, e altri, Orígens del capitalisme, Barcellona, Ariel, 1974.
- Renato Zangheri, La proprietà terriera e le origini del Risorgimento nel bolognese, Bologna, Zanichelli, 1961.
- Renato Zangheri, L'imposta sul macinato nella finanza degli stati italiani fino all'unità, Roma, Istituto poligrafico dello Stato, 1957.
- (EN) Renato Zangheri, The historical relationship between agricultural and economic development in Italy, Londra, Methuen and Co., 1969.
- Renato Zangheri, Appunti sull'odierno problema della storia, Il mulino.
- Renato Zangheri, Il Nettuno (1873-1877) e il suo direttore Domenico Francolini, Faenza, F.lli Lega, 1952.
- Renato Zangheri, Gramsci e il materialismo storico, Roma, Editori riuniti, 1983.